# Chama eterna

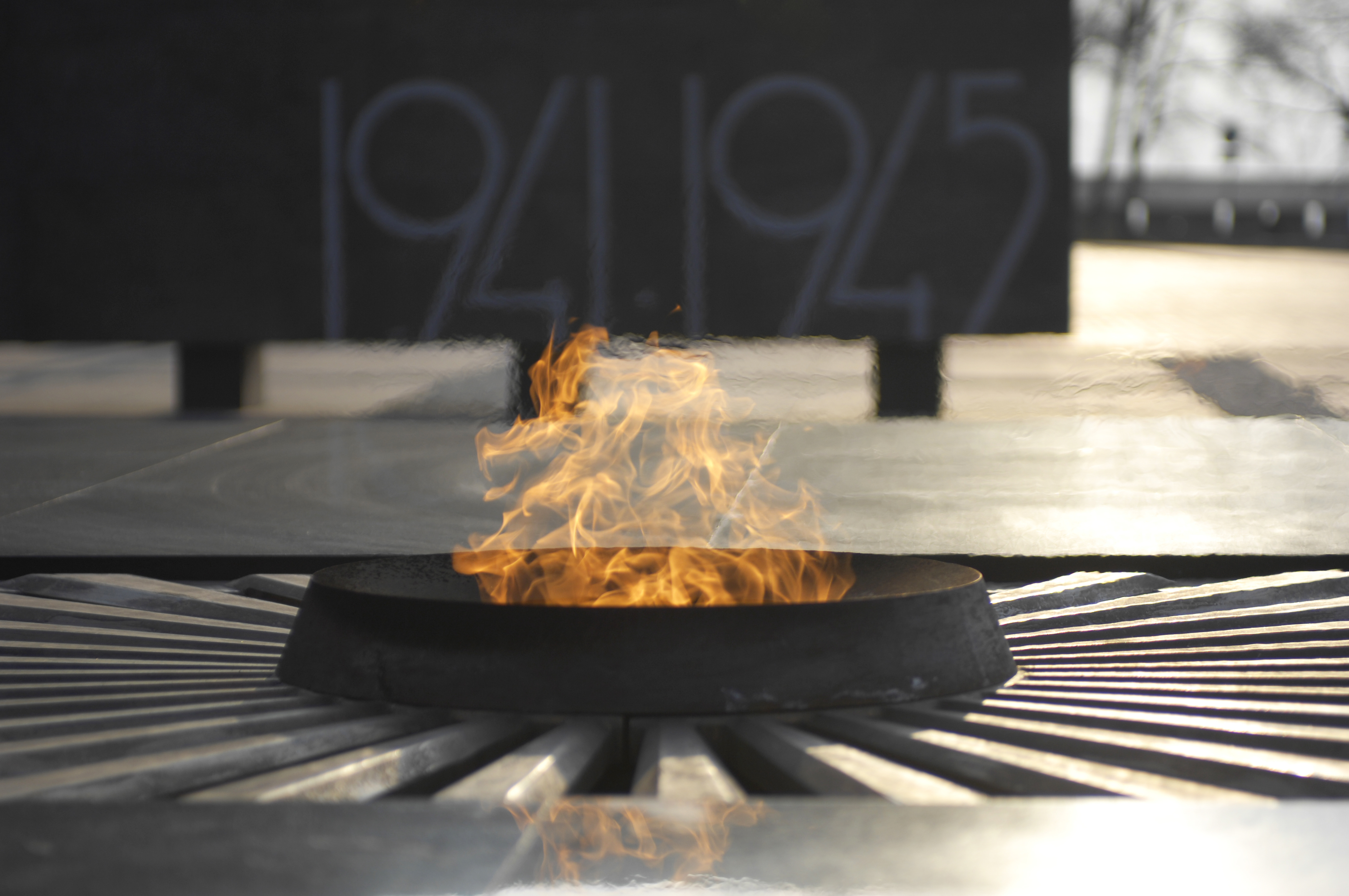
Chama eterna do Kremlin de Nizhny Novgorod em memória aos soviéticos que morreram na Segunda Guerra Mundial.

Uma chama eterna é uma chama, lâmpada ou tocha que arde por tempo indeterminado. A maioria das chamas eternas é acesa e mantida intencionalmente, mas algumas são fenômenos naturais causados por vazamentos de gás natural, incêndios em turfeiras ou carvão, das quais podem ser inicialmente acionadas por raios, piezoeletricidade ou atividade humana, algumass das quais queimam há centenas ou milhares de anos.
Antigamente, as chamas eternas eram alimentadas por madeira ou azeite; exemplos modernos geralmente usam um fornecimento canalizado de propano ou gás natural. Chamas eternas de origem artificial geralmente comemoram uma pessoa ou evento de importância nacional, servindo como um símbolo de natureza duradoura, como uma crença religiosa, ou um lembrete de comprometimento com um objetivo comum, como a diplomacia.

## Significado religioso e cultural

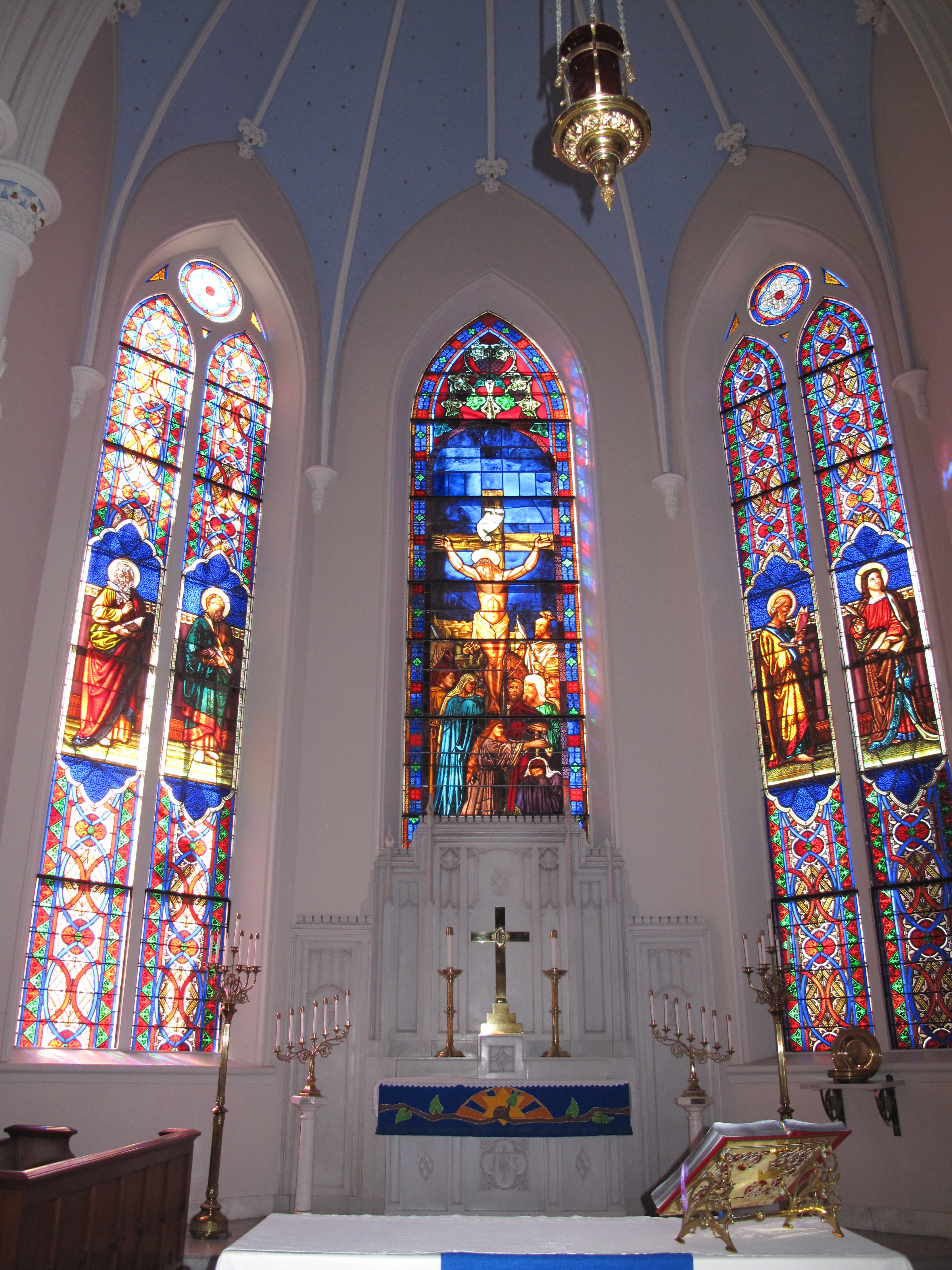
Uma lâmpada do coro está pendurada acima do altar da Igreja Evangélica Luterana Alemã de São Mateus

O fogo eterno é uma tradição de longa data em muitas culturas e religiões. No antigo Irã, o atar era cuidado por um sacerdote dedicado e representava o conceito de "centelhas divinas" ou Amesha Spenta , como entendido no Zoroastrismo. Fontes do período indicam que existiram três "grandes incêndios" no decorrer do Império Aquemênida, que são considerados coletivamente a referência mais antiga à prática de criar fogueiras acesas permanente.
A chama eterna era um elemento dos rituais religiosos judaicos realizados no Tabernáculo e no Templo de Jerusalém, onde um mandamento exigia que o fogo queimasse continuamente no Altar. O judaísmo moderno permanece como uma tradição semelhante ao ter uma lâmpada do santuário, a ner tamid, acesa acima da arca na sinagoga. Após a Segunda Guerra Mundial, essas chamas ganharam ainda mais significado, como uma lembrança ao genocídio dos seis milhões de judeus na época. O Judaísmo tem o conceito de נר תמיד ou chama eterna. Isso é comumente encontrado pendurado em frente ao Aron Kodesh (arca sagrada) em sinagogas ortodoxas.
Nas denominações cristãs tradicionais, como o catolicismo e o luteranismo, uma lâmpada da capela-mor permanece acesa continuamente como indicação da presença real de Cristo na Eucaristia.
A Nação Cherokee manteve uma fogueira na sede do governo até ser expulsa pela Lei de Remoção dos Índios em 1830. Naquela época, as brasas do último grande incêndio do conselho foram levadas para o oeste, para o novo lar da nação, no Território de Oklahoma.

## Chamas eternas artificiais

### Europa

#### Bielorrússia
- Minsk, na Praça da Vitória, iluminada em 1961.
- Baranovichi, no memorial dos mortos durante a Grande Guerra Patriótica, aceso em 1964.
- Brest, perto das ruínas da Administração de Engenharia, iluminada em 1972.[4]

#### Bósnia e Herzegovina

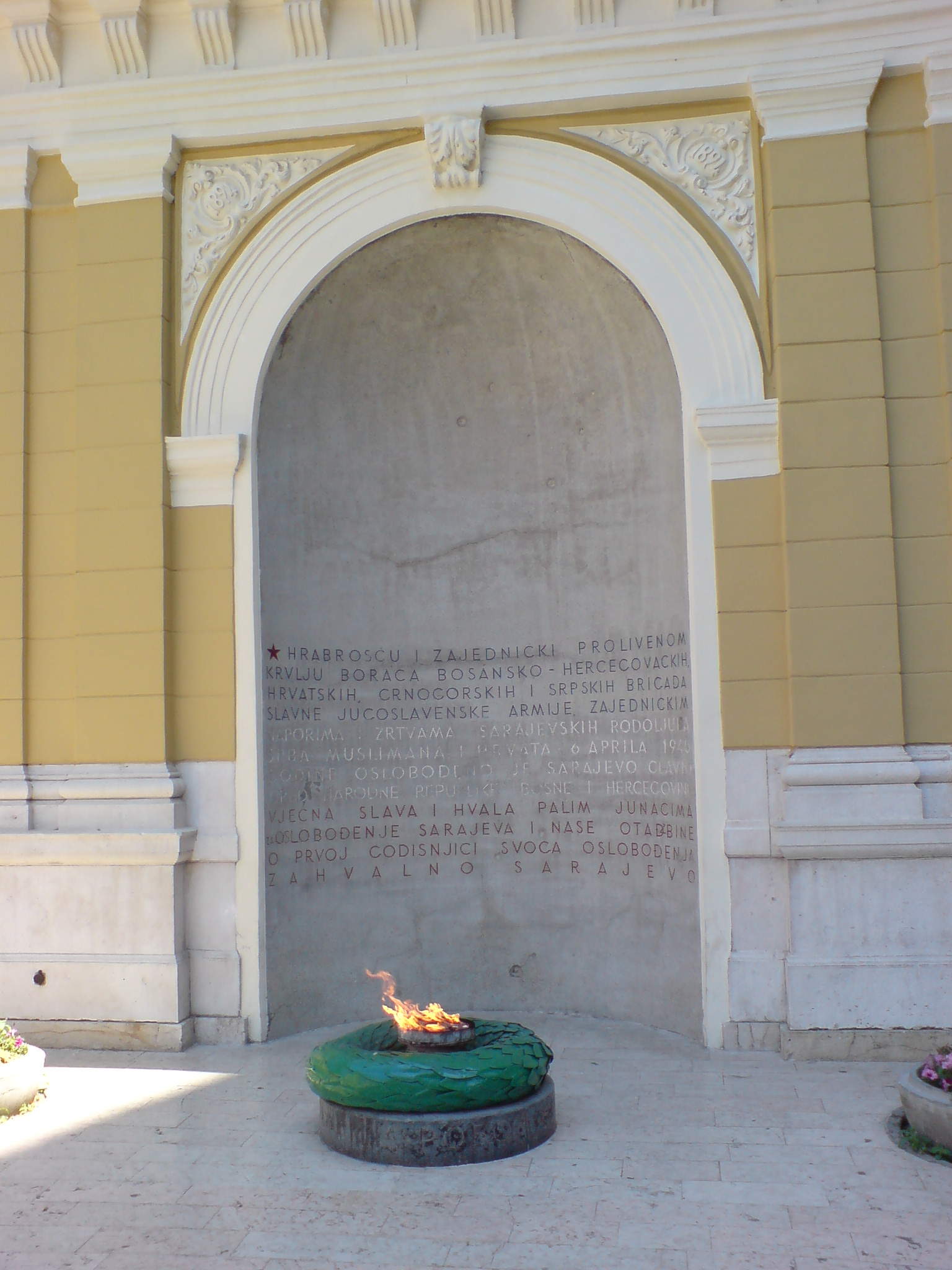
Chama Eterna em Sarajevo

- Sarajevo, a chama eterna de Sarajevo (Vječna vatra), em memória das vítimas militares e civis da Segunda Guerra Mundial.

#### Bulgária
- Sofia, no Monumento ao Soldado Desconhecido
- Pazardzhik, na Flor da Chama Eterna[5]

#### França

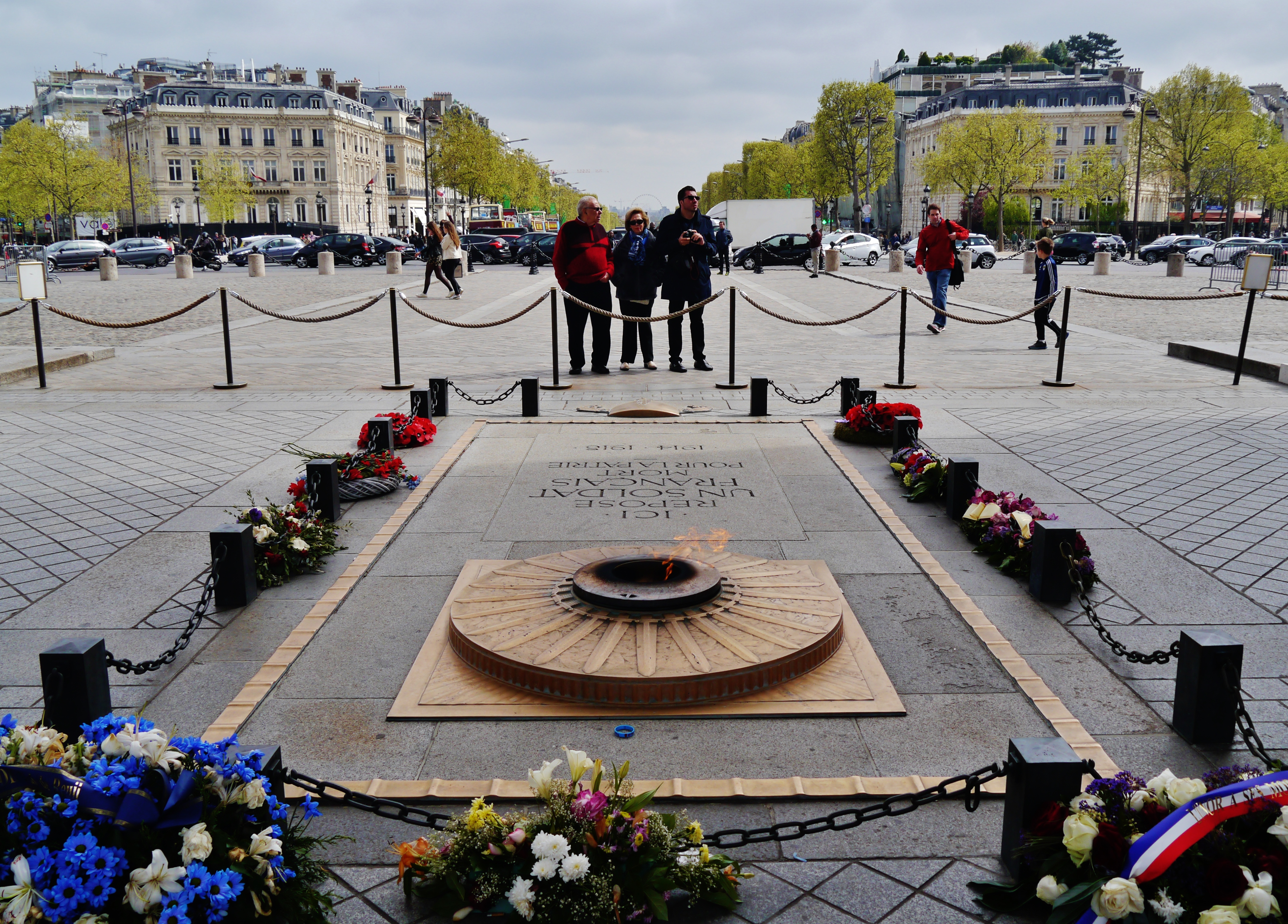
Túmulo do Soldado Desconhecido com chama eterna sob o Arco do Triunfo em Paris

- Paris, o Túmulo do Soldado Desconhecido sob o arco do Arco do Triunfo, que queima desde 1923, e continuamente desde 1998, em memória de todos os que morreram na Primeira Guerra Mundial. Foi brevemente extinto durante a Copa do Mundo de 1998 por um turista bêbado.
- Arras, no memorial de guerra Notre Dame de Lorette.

#### Alemanha
- Berlim, na Theodor-Heuss-Platz

#### Itália
- Madonna del Ghisallo, próxima ao Lago de Como, em homenagem aos ciclistas que morreram.
- Roma, no Altare della Patria, no Túmulo do Soldado Desconhecido.

#### Letônia

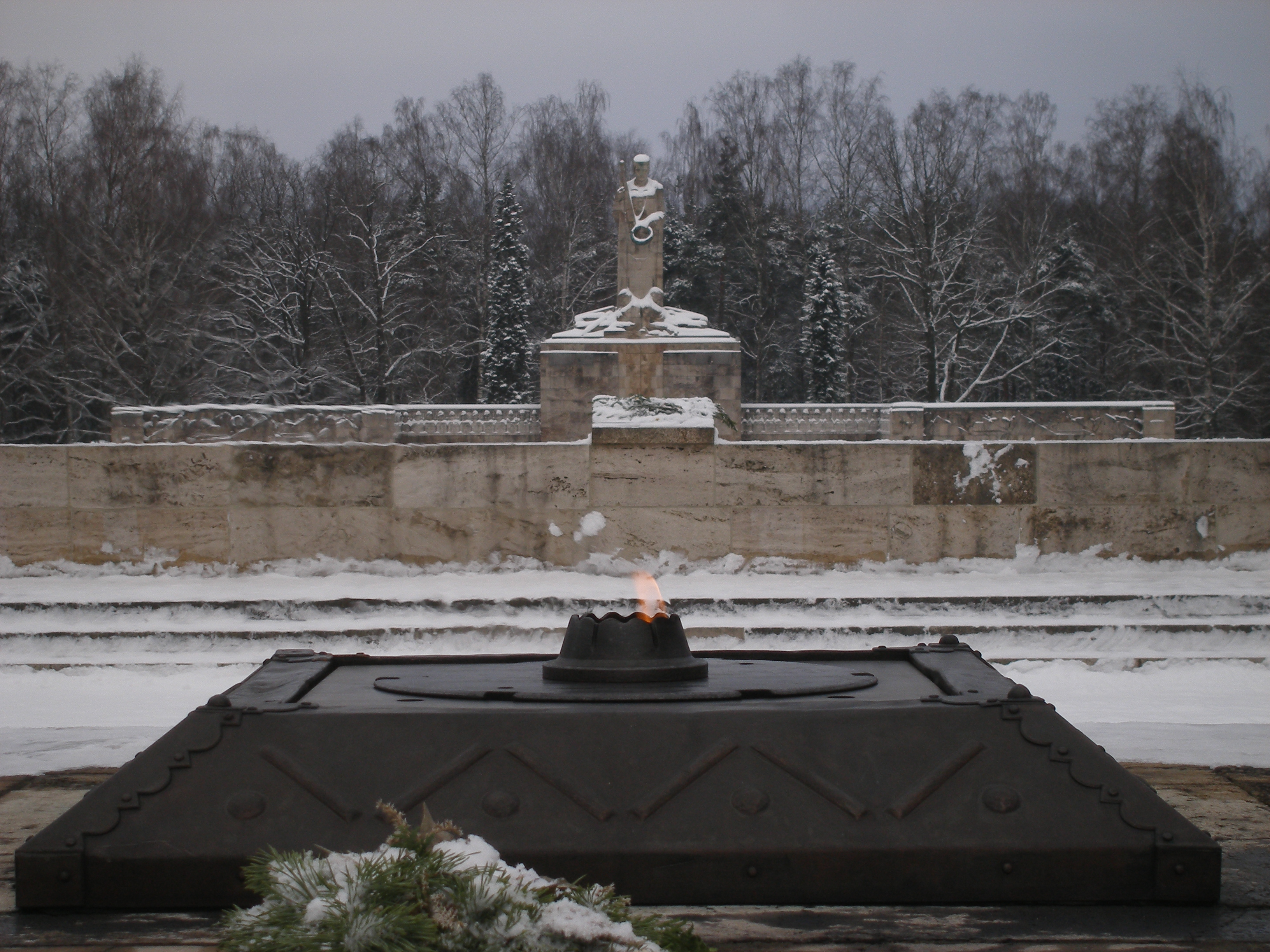
A chama eterna no Cemitério dos Irmãos, Riga, Letônia

- Riga, no Cemitério dos Irmãos (Brāļu Kapi), um cemitério militar e monumento nacional em memória de milhares de soldados letões que foram mortos entre 1915 e 1920 na Primeira Guerra Mundial e na Guerra de Independência da Letônia.

#### Malta
- Floriana, inaugurada em 2012. Duas chamas eternas são colocadas ao lado do Memorial de Guerra, dedicado a todos os malteses mortos na Primeira e na Segunda Guerra Mundial.[6]

#### Países Baixos
- Amsterdã, no Hollandsche Schouwburg, em memória dos judeus holandeses que foram mortos na Segunda Guerra Mundial
- Maastricht, na Praça do Mercado, uma estátua de Jan Pieter Minckeleers, um cientista e inventor holandês que descobriu o gás de iluminação (gás de carvão) e foi o inventor da iluminação a gás.
- Haia, no Palácio da Paz, dedicado à ideia de paz internacional
- Oosterbeek, no Museu Aerotransportado de Hartenstein, em memória daqueles que morreram na Batalha de Arnhem durante a Operação Market Garden

#### Portugal
- Batalha, no Túmulo do Soldado Desconhecido (dentro do Mosteiro da Batalha), em homenagem aos portugueses mortos na Primeira Guerra Mundial, aceso em 6 de abril de 1921
- Lisboa, no Monumento aos Combatentes do Ultramar, em homenagem aos mortos na Guerra do Ultramar Português, aceso a 15 de Janeiro de 1994

#### Rússia

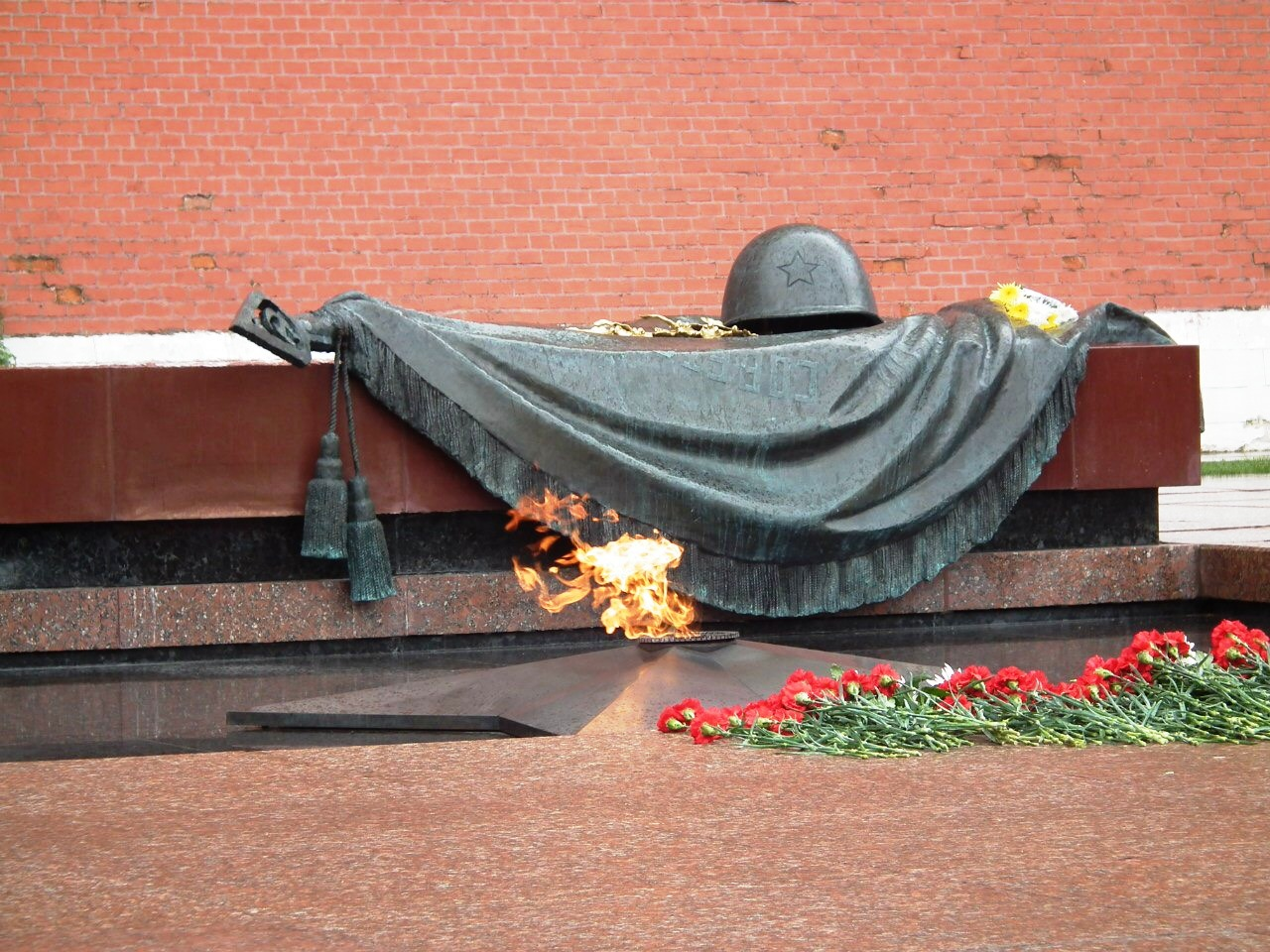
Chama eterna no Túmulo do Soldado Desconhecido, Moscou

- Moscou, no Túmulo do Soldado Desconhecido no Jardim de Alexandre, para homenagear os mortos da Grande Guerra Patriótica.

- São Petersburgo, no Monumento aos Combatentes da Revolução, no Campo de Marte, em memória daqueles que morreram durante a Revolução Bolchevique e no Cemitério Memorial Piskaryovskoye, em memória daqueles que pereceram na Segunda Guerra Mundial durante o Cerco de Leningrado.

- Volgogrado tem duas chamas eternas. A primeira está localizada em Mamayev Kurgan, no Salão da Glória dos Guerreiros, em homenagem a todos aqueles que morreram defendendo a cidade de 1942 a 1943. A segunda está localizada na Praça dos Combatentes Caídos, no monumento àqueles que morreram defendendo a cidade na Guerra Civil e na Grande Guerra Patriótica.
- Kursk tem duas chamas eternas. Uma está localizada no memorial de guerra e a outra perto do Arco do Triunfo.
- Novokuznetsk tem uma chama eterna na Avenida dos Heróis.
- Saratov tem duas chamas eternas: na Praça do Teatro e no Parque da Vitória.
- Tver tem um obelisco e uma chama eterna nas proximidades, localizados na Praça da Vitória, perto da confluência dos rios T'maka e Volga, para homenagear os soldados soviéticos que lutaram contra a Alemanha nazista na Grande Guerra Patriótica.
- Ecaterinburgo, na Praça Kommunarov, onde soldados mortos foram enterrados em uma vala comum em 1919. Uma chama eterna foi acesa no local em 1959.
- Omsk, uma chama eterna foi acesa em 1967 na Praça Memorial, em homenagem aos soldados mortos na Segunda Guerra Mundial.

#### Ucrânia

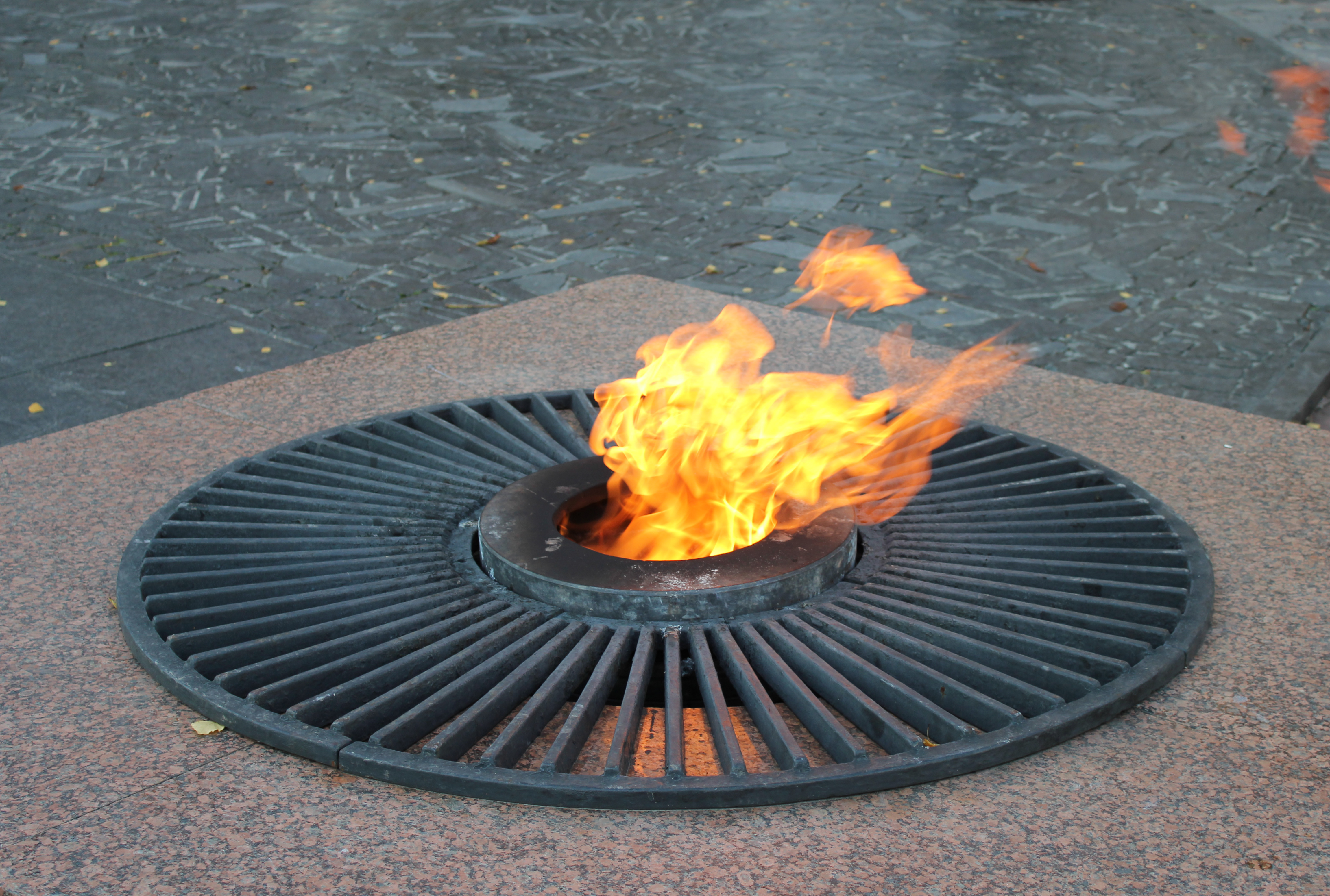
Chama Eterna em Vinnytsia

- Kiev, no Parque da Glória, no Obelisco da Glória e no Túmulo do Soldado Desconhecido, em homenagem aos mortos da Segunda Guerra Mundial .
- Chernihiv, no Memorial da Glória em Boldyni Hills.
- Vinnytsia, o memorial da Glória.
- Odesa, um monumento ao marinheiro desconhecido.

### América do Norte

#### Canadá
- A Chama da Esperança em London, Ontário, na 442 Adelaide Street, onde Frederick Banting realizou um trabalho teórico que levou à descoberta da insulina. Foi acesa pela Rainha Isabel, a Rainha Mãe, em 1989.
- A Chama do Centenário em Ottawa, Ontário, acesa pela primeira vez em 1967, tem o espírito de uma chama eterna; no entanto, ela é extinta anualmente para limpeza e depois acesa novamente. Comemora os primeiros cem anos da confederação do Canadá.
- A Chama Eterna no Jardim da Paz na Praça Nathan Phillips em frente à Prefeitura de Toronto. Foi acesa pelo Papa João Paulo II em setembro de 1984 e simboliza a esperança e a regeneração da humanidade.

#### Estados Unidos
- Alabama: Huntsville [7] em homenagem àqueles que fizeram grandes sacrifícios para servir seu país.
- Pensilvânia: Filadélfia[8] em homenagem aos que pereceram na Guerra da Independência dos Estados Unidos.[9]
- Califórnia: Templo Budista Koyasan em Los Angeles, onde a Chama da Paz retirada diretamente da tocha no Parque Memorial da Paz de Hiroshima, no Japão.; A Universidade da Califórnia em Santa Bárbara, abriga uma chama eterna em seu campus em homenagem a Martin Luther King Jr.; Auburn, na esquina da Fulweiler St. com a Nevada St.; Redlands, no Jennie Davis Park (esquina da Redlands Blvd. e New York St.), no Veterans' Memorial; La Mirada, em frente à Prefeitura, para homenagear os moradores que deram a vida pelo país; Pico Rivera, em frente ao centro cívico, para homenagear os veteranos de Pico Rivera que morreram em serviço.
- Flórida: Jacksonville, no Muro do Memorial dos Veteranos há uma chama eterna para homenagear aqueles que serviram. Miami, no Bayfront Park na Biscayne Boulevard, é a Tocha da Amizade de John F. Kennedy.
- Geórgia: Decatur, na praça do centro da cidade, para a Guerra da Coreia, Segunda Guerra Mundial e Guerra do Vietnã ; Macon, no prédio da Prefeitura, para homenagear os veteranos de guerra nascidos em Macon; Monroe, no Tribunal Histórico de Monroe, para homenagear os veteranos do Condado de Walton; Savannah, no Tribunal do Condado de Chatham, dedicado à "Glória de Deus" e homenageia os veteranos, especialmente o Capitão Willie O. Sasser, da Força Aérea dos EUA; Atlanta, no King Center, para o líder dos direitos civis assassinado Martin Luther King Jr.
- Havaí: Honolulu, para homenagear as vítimas dos ataques de 11 de setembro .
- Illinois: Chicago, na Daley Plaza, para homenagear aqueles que pereceram na Segunda Guerra Mundial, incendiada em 22 de agosto de 1972, por Albina Nance, presidente das Illinois Gold Star Mothers.[10] Highland Park, no memorial dos veteranos Freedom's Sacrifice, localizado na esquina da St. John Ave e Central Avenue, para lembrar os soldados de Highland Park que deram suas vidas em nome da liberdade; Naperville, no Riverwalk da cidade, em homenagem às vítimas dos ataques de 11 de setembro; Loves Park, no Holdridge Park, na North Second Street, para homenagear todos os veteranos.

#### México
- El Angel de la Independencia, Cidade do México, em memória dos heróis da Guerra da Independência México.

#### Nicarágua
- Túmulo de Carlos Fonseca no Parque Central de Manágua .

### Ámérica do Sul

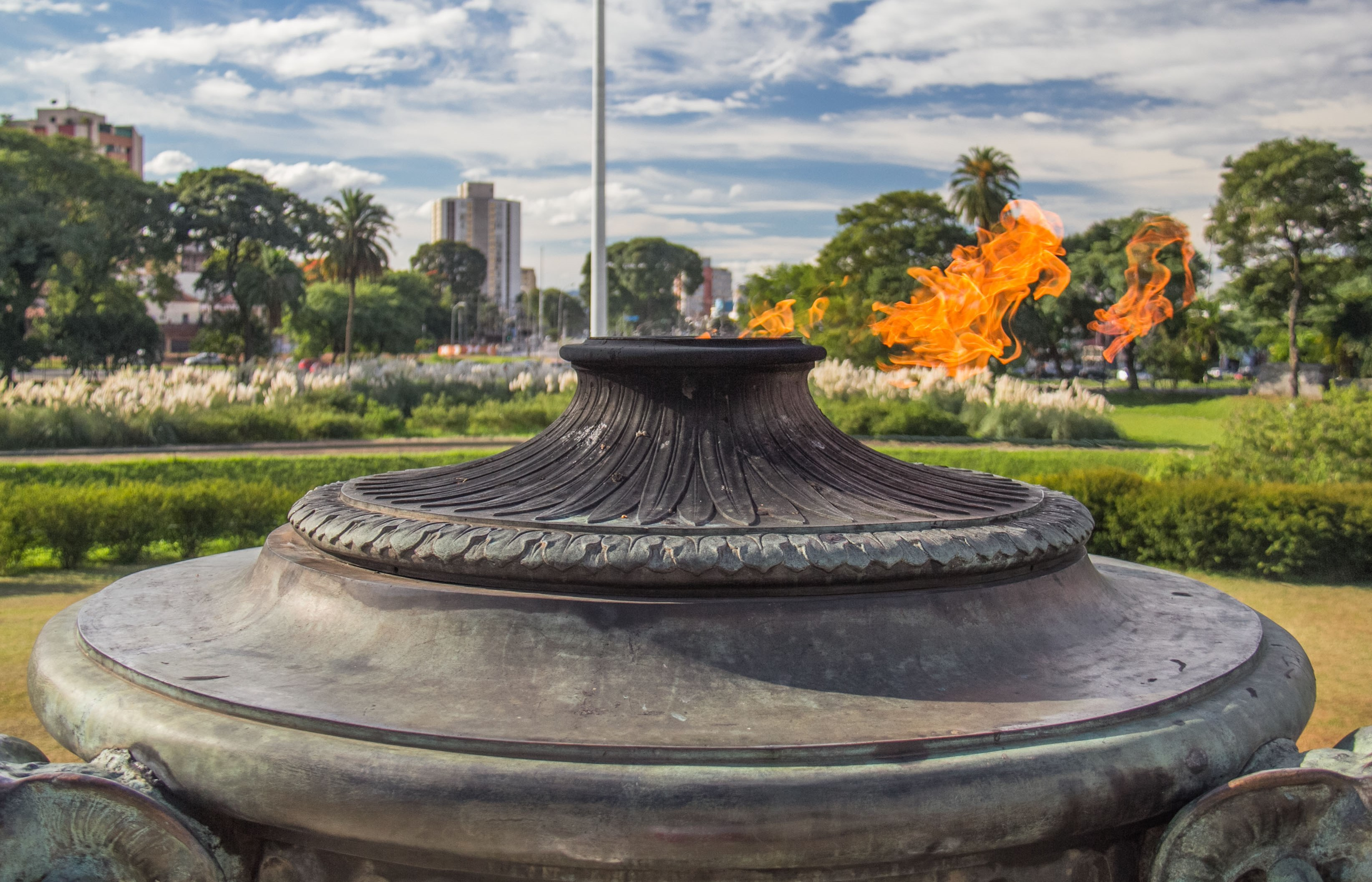
A Pira da Liberdade, chama eterna brasileira, em São Paulo

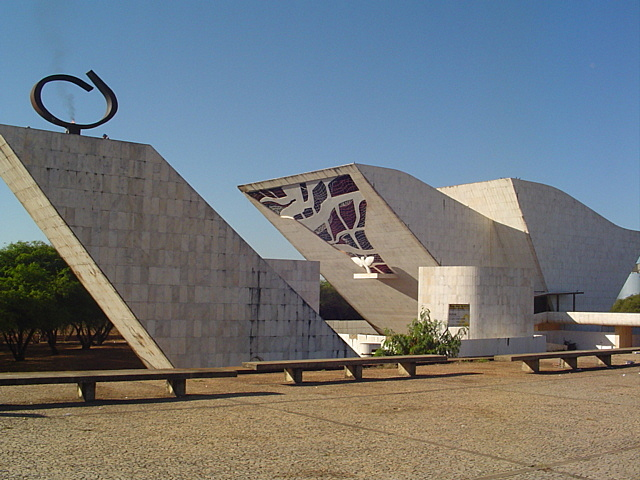
O Panteão da Pátria e da Liberdade Tancredo Neves, em Brasília

#### Argentina
- Na Catedral Metropolitana de Buenos Aires, na Cidade Autônoma de Buenos Aires. Foi aceso em 17 de agosto de 1947 para homenagear o túmulo do General José de San Martín, cujos restos mortais repousam em seu interior, e dos soldados que lutaram e pereceram nas guerras pela independência da Argentina, Chile e Peru da coroa espanhola.
- No Memorial da Bandeira Nacional (Argentina) em Rosário, Santa Fé.
- No 'Monumento aos mortos da Guerra das Malvinas' (Caidos en Malvinas) em Mar del Plata, Buenos Aires.

#### Brasil
- No Parque da Independência, São Paulo, a Pira da Liberdade marca o local da independência do Brasil
- Do lado de fora do Panteão da Pátria e da Liberdade, Tancredo Neves, em Brasília, no alto de uma torre construída na diagonal, arde uma chama eterna que representa a liberdade do povo e a independência da pátria.
- Em São Sepé, região central do estado do Rio Grande do Sul, a Fazenda Boqueirão possui um galpão que abriga uma fogueira acesa desde que o galpão foi construído em 1800. A família Simões Pires, na sua sexta geração, mantém actualmente a fogueira acesa até hoje.[11]

#### Chile
- A Llama de la Libertad, que comemorou o golpe de estado chileno de 1973. Foi extinto em 2004 devido a cortes orçamentários.[12]
- Em Punta Arenas, para homenagear os heróis da Batalha de La Concepción. Foi extinto em 2013 devido à escassez de gás natural.

#### Colômbia
- No Memorial da Batalha de Boyacá em Boiacá.

#### Venezuela
- No Memorial da Batalha de Carabobo em Carabobo.

### Oceania

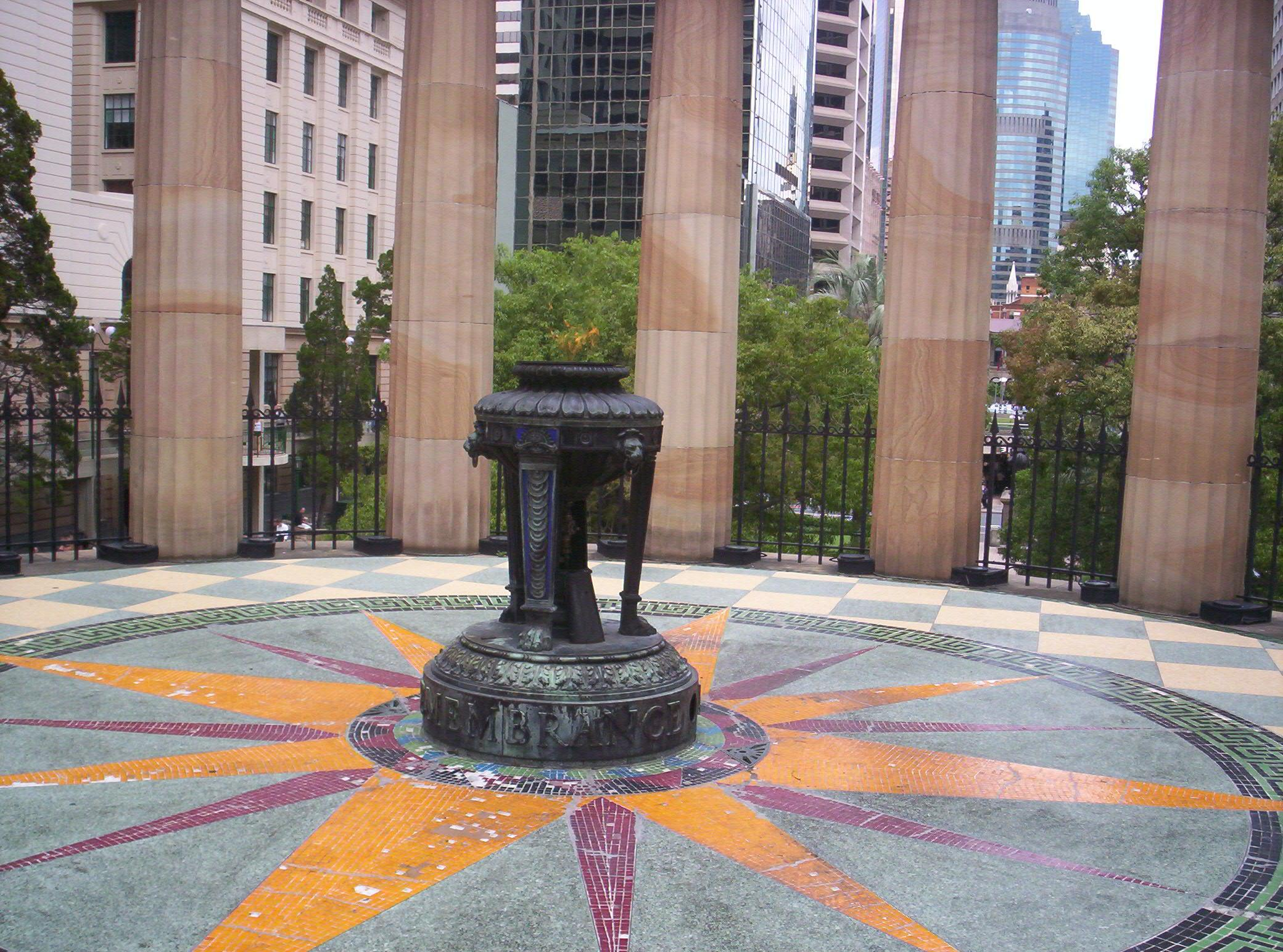
Chama eterna no Santuário da Memória, Brisbane, Austrália

#### Austrália
- No Memorial de Guerra ANZAC, Hyde Park, em Sydney.
- No Santuário da Memória em Melbourne.
- No Santuário da Memória na Praça ANZAC em Brisbane.
- No Memorial de Guerra Australiano, Canberra, Território da Capital Australiana.
- No Memorial de Guerra do estado em Kings Park, Austrália Ocidental.
- No Carillon War Memorial localizado em Bathurst, Nova Gales do Sul.
- No Memorial Anzac, Parque ANZAC, em Townsville.

#### Nova Zelândia
- No Napier War Memorial Centre, em Napier, Nova Zelândia .

### Ásia

#### Armênia
- Yerevan, no centro do Memorial do Genocídio Armênio. Em memória da perda de pelo menos 1,5 milhão de armênios durante o genocídio armênio em 1915.

#### Azerbaijão
- Baku, na Rua dos Mártires, em memória das vítimas militares e civis do Janeiro Negro.

#### Bangladesh
- Daca, no Swadhinata Stambha comentando os mártires da Guerra de Libertação de Bangladesh e o local preciso da assinatura do Instrumento de Rendição .
- Chittagong, no Templo Chandranath.

#### Geórgia
- Tbilisi, na rotatória da Praça dos Heróis.

#### Índia
- Raj Ghat, Nova Déli, Déli, em memória de Mahatma Gandhi no local de sua cremação. A data em que a chama foi acesa pela primeira vez é desconhecida.
- Amar Jawan Jyoti, Nova Déli, no Portão da Índia, aceso pela primeira vez em 1971 para homenagear 90.000 soldados que morreram na Primeira Guerra Mundial e em conflitos posteriores. Em 21 de janeiro de 2022, a chama eterna foi fundida com uma chama eterna no Memorial Nacional de Guerra.[13]
- Memorial de Guerra de Kargil, Dras, Ladakh, a chama eterna foi acesa para comemorar a vitória indiana na Guerra de Kargil de 1999 e para prestar homenagem aos mártires.
- Port Blair, Ilhas Andamão e Nicobar, para lembrar as vítimas do tsunami asiático de 2004, inaugurado em 2005.

#### Indonésia

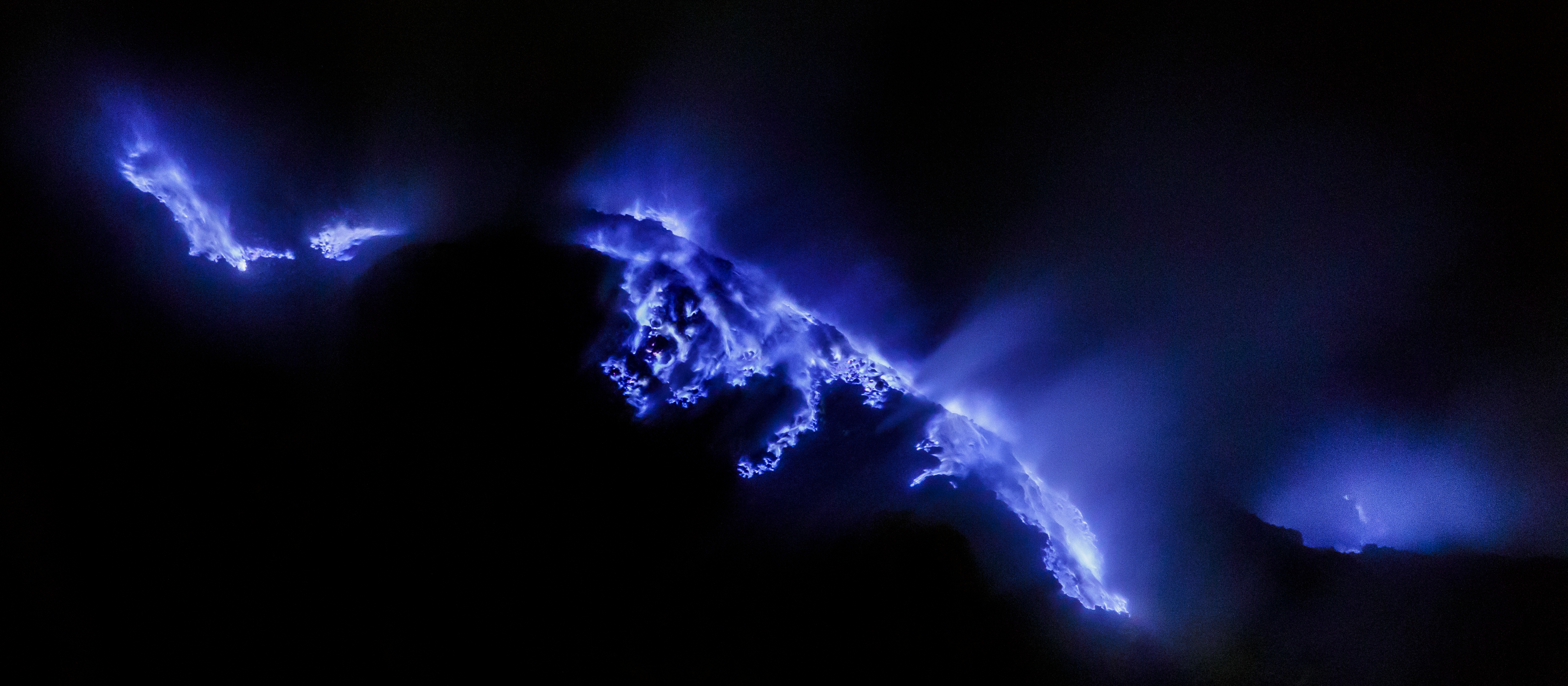
Api Biru ou " Lava Azul " vista à noite em Kawah Ijen, na Indonésia

- Api Abadi Mrapen (Mrapen Fogo Eterno), Grobogan, Java Central. Foi extinto em 25 de setembro de 2020.[14][15]
- Api Abadi Sungai Siring (Fogo Eterno do Rio Siring), Samarinda, Bornéu Oriental.
- Api Biru (Fogo Azul), Ijen, Banyuwangi, Java Oriental. Esse fenômeno ocorre devido à ignição do enxofre que irrompe continuamente na superfície.

#### Irã

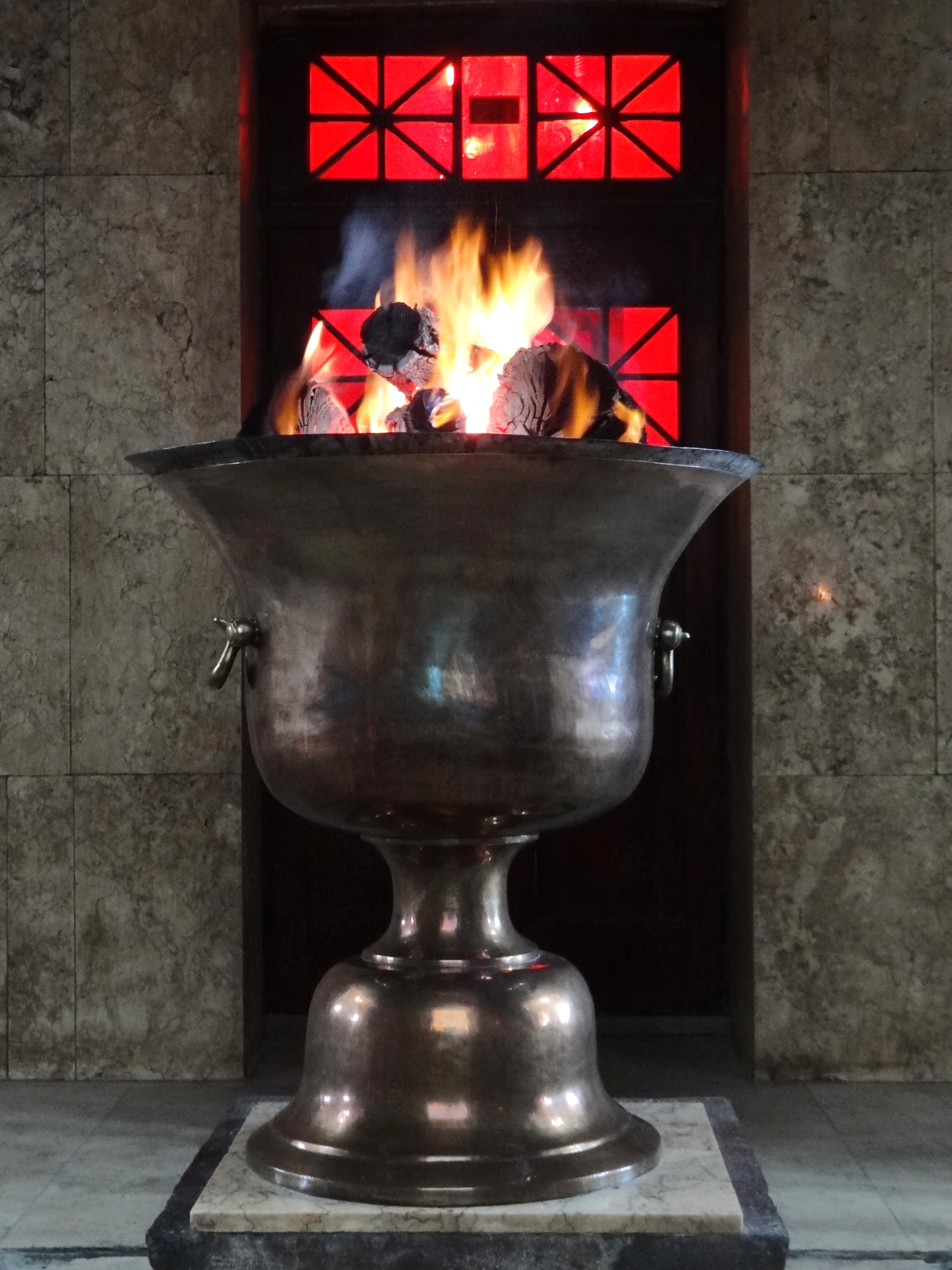
Chama Eterna Zoroastriana no Templo do Fogo em Yazd, Irã Central

- Yazd Atash Behram, Yazd, um templo do fogo zoroastrista.

#### Israel
- Em Tel Aviv, na Praça Rabin, em memória ao primeiro-ministro Yitzhak Rabin.
- Em Jerusalém, no Yad Vashem, o Memorial Nacional do Holocausto de Israel.
- Perto de Jerusalém, no Yad Kennedy, memorial ao presidente dos Estados Unidos John F. Kennedy.

#### Japão

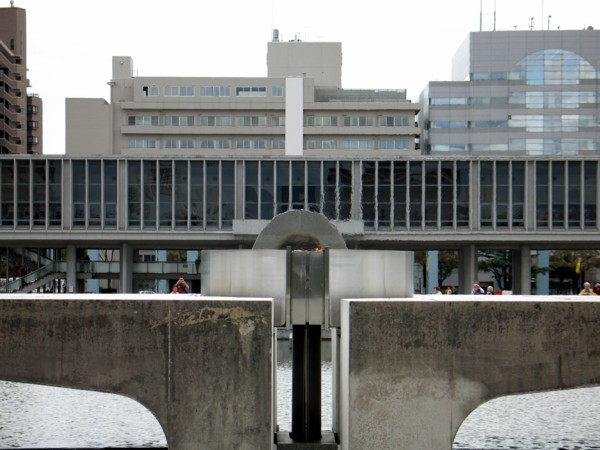
Chama da Paz no Museu Memorial da Paz em Hiroshima, Japão

- No templo budista Daishō-in, no Monte Misen, Itsukushima, onde se diz que a chama arde desde 806 d.C., há mais de 1.200 anos. [16]
- Parque Memorial da Paz de Hiroshima, representando o símbolo de paz e a favor do desarmamento nuclear.[17]

#### Quirguistão

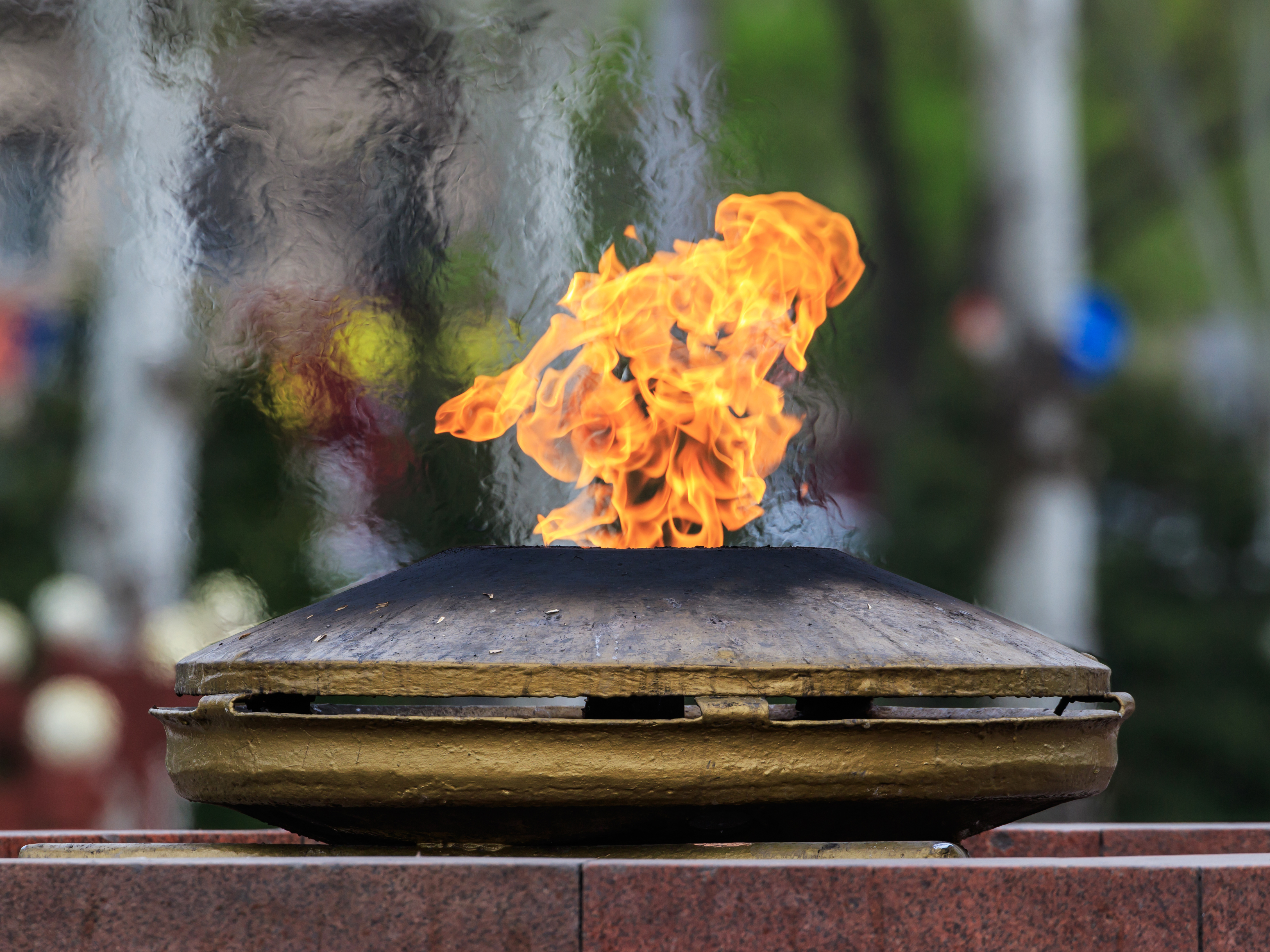
Chama eterna de Bishkek

- Bisqueque, o Monumento da Vitória (Pobedy).

#### Filipinas
- Chama Eterna da Liberdade em Corregidor .
- Chama Eterna no túmulo do ex-presidente Ferdinand Marcos em Taguig.

#### Coréia do Sul
- No Portão da Paz no Parque Olímpico de Seul.

### África

#### Zimbabwe
- Harare, Zimbabwe: Uma chama eterna queima no topo do Inselbergue para comemorar a independência .

#### África do Sul
- Pretória, África do Sul: Uma chama eterna queima no Monumento Voortrekker, desde 1938.
- Joanesburgo, África do Sul: A chama da democracia queima em Constitution Hill desde 2011.
- Cidade do Cabo, África do Sul: A Chama da Lembrança pelos soldados e heróis caídos da luta queima no Parlamento.

### Caribe

#### Trinidad e Tobago
- Port of Spain : Na Casa Vermelha, em memória das vidas perdidas na tentativa de golpe de 1990.[18]

#### Cuba
- Havana: Memorial ao Soldado Internacionalista Soviético .
- Havana: Museu da Revolução no complexo Granma .
- Santa Clara: Interior do Mausoléu de Che Guevara e no cemitério ao lado.

## Chamas naturais

### Abastecido com gás natural

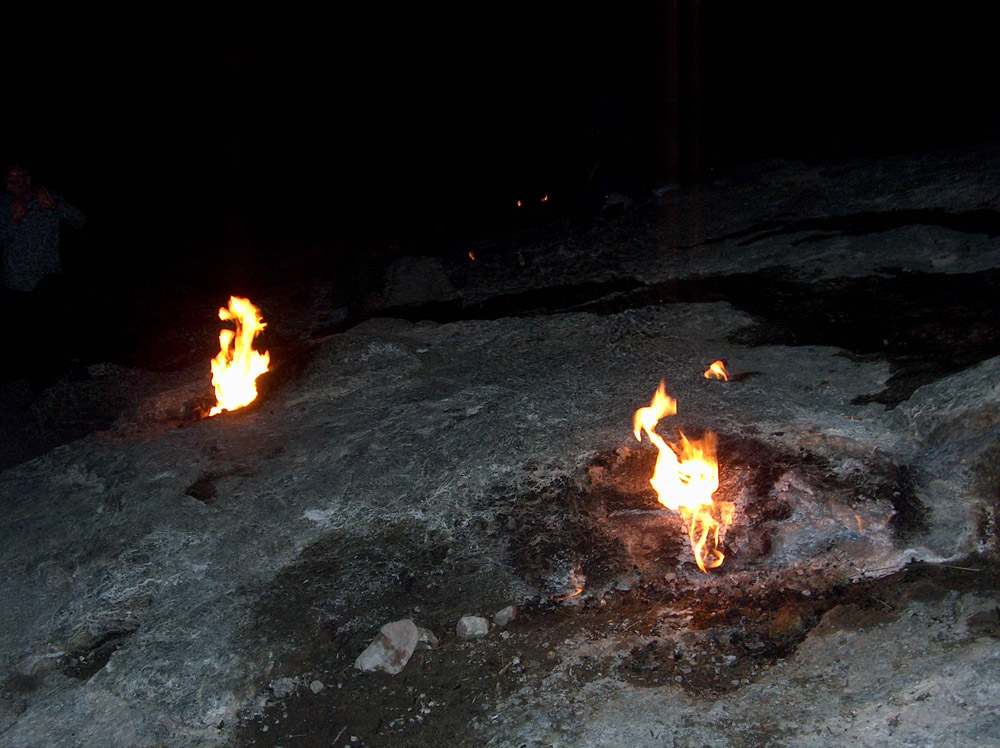
Incêndios de Quimera em Yanartaş, Çıralı, Turquia

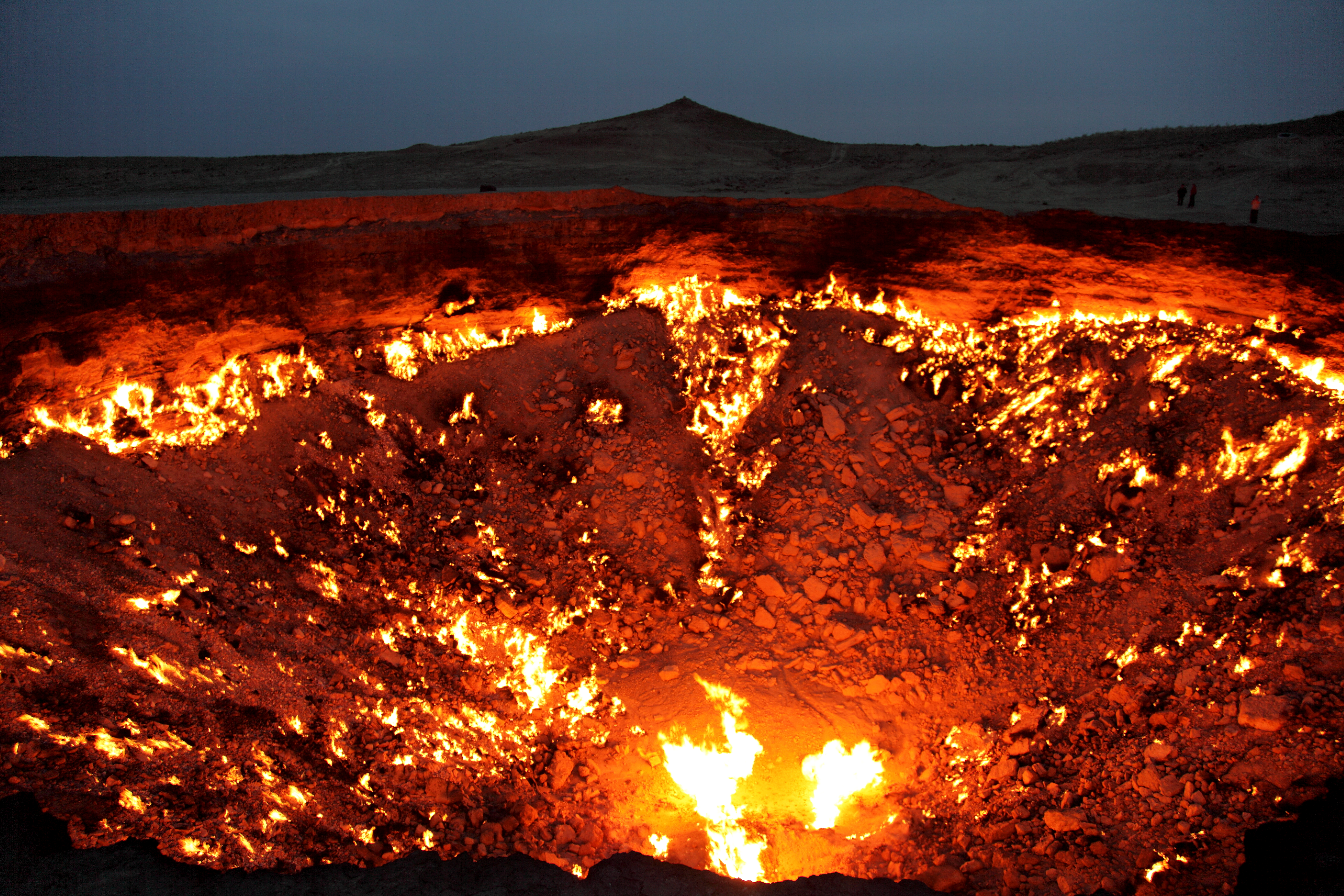
A cratera de Darvaza, perto de Derweze, Turcomenistão, está queimando desde 1971.

- Em Yanartaş, no Parque Nacional do Olimpo, na Turquia, o gás natural é queimado em muitas fontes na encosta da montanha. Acredita-se que seja o local do antigo Monte Quimera. Esta é a maior liberação de metano possivelmente abiogênico na superfície terrestre da Terra,[19] e está queimando há mais de 2.500 anos. As chamas eram usadas nos tempos antigos como um farol de navegação .
- As Cataratas da Chama Eterna, com uma pequena chama alimentada por gás natural que queima atrás de uma cachoeira, podem ser encontradas no Parque Chestnut Ridge, no oeste de Nova Iorque, Estados Unidos.
- Flaming Geyser State Park em Washington, Estados Unidos.
- Focul Viu - Lopătari em Lopatari, Buzau, Romênia.
- Uma área no Grande Himalaia da Índia, adorada pelos hindus como Templo Jwala Devi, ou Templo Jwalamukhi Devi em Himachal Pradesh, produz chamas naturais espontâneas e diz-se que faz isso há milhares de anos.
- O incêndio na cratera de Darvaza, perto de Derweze, Turcomenistão, é um grande buraco que vaza gás natural e está queimando desde 1971.
- Dizem que uma chama eterna perto de Kirkuk, no Iraque, conhecida pelos moradores locais como Baba Gurgur, queima há milhares de anos.
- Uma chama eterna é encontrada no vulcão de lama Yanar Dag, no Azerbaijão.
- Na vila de Manggarmas, em Java Central, na Indonésia, o Mrapen é uma famosa chama eterna alimentada por gás natural, originalmente acesa em algum momento antes do século XV, durante o Sultanato Demak. A chama Mrapen, considerada sagrada na cultura javanesa, é usada na cerimônia budista anual Waisak, levada aos templos de Mendut e Borobudur. Também foi usada em vários revezamentos de tocha para eventos esportivos, como o Pekan Olahraga Nasional, realizado a cada quatro anos, os Jogos do Sudeste Asiático de 1997, os Jogos Asiáticos de Praia de 2008, os Jogos do Sudeste Asiático de 2011 e os Jogos Asiáticos de 2018 .
- O Templo Muktinath no Nepal é adorado por sua chama sagrada alimentada por gás natural que vaza de uma pequena fonte de água: os quatro elementos antigos reunidos em um só local.
- Em Murchison, Nova Zelândia, uma chama natural queima na floresta desde que foi acesa por caçadores em 1922.